# Верхняя Лужица

Герб Верхней Лужицы

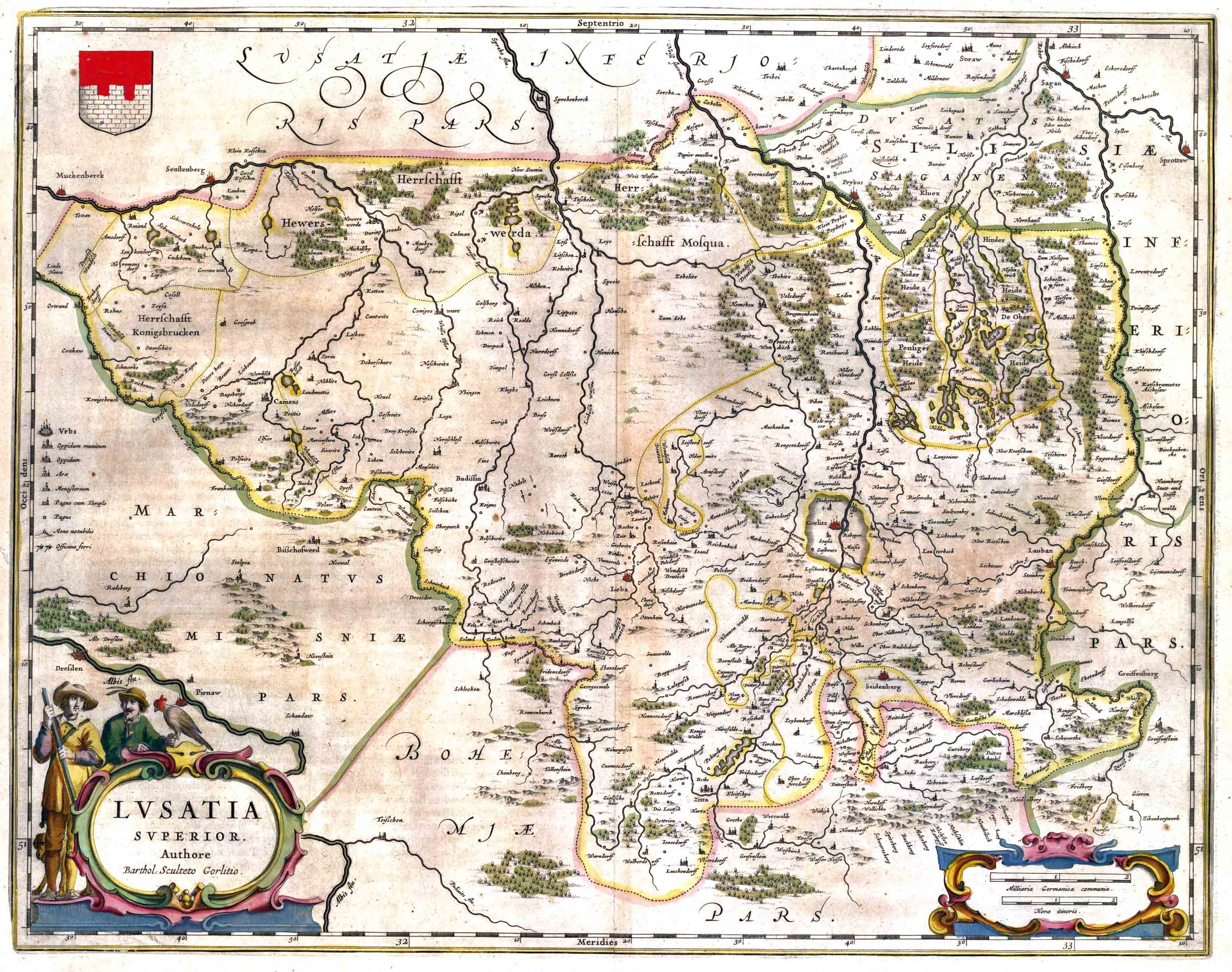
Карта Верхней Лужицы (1635)

Флаг Верхней Лужицы

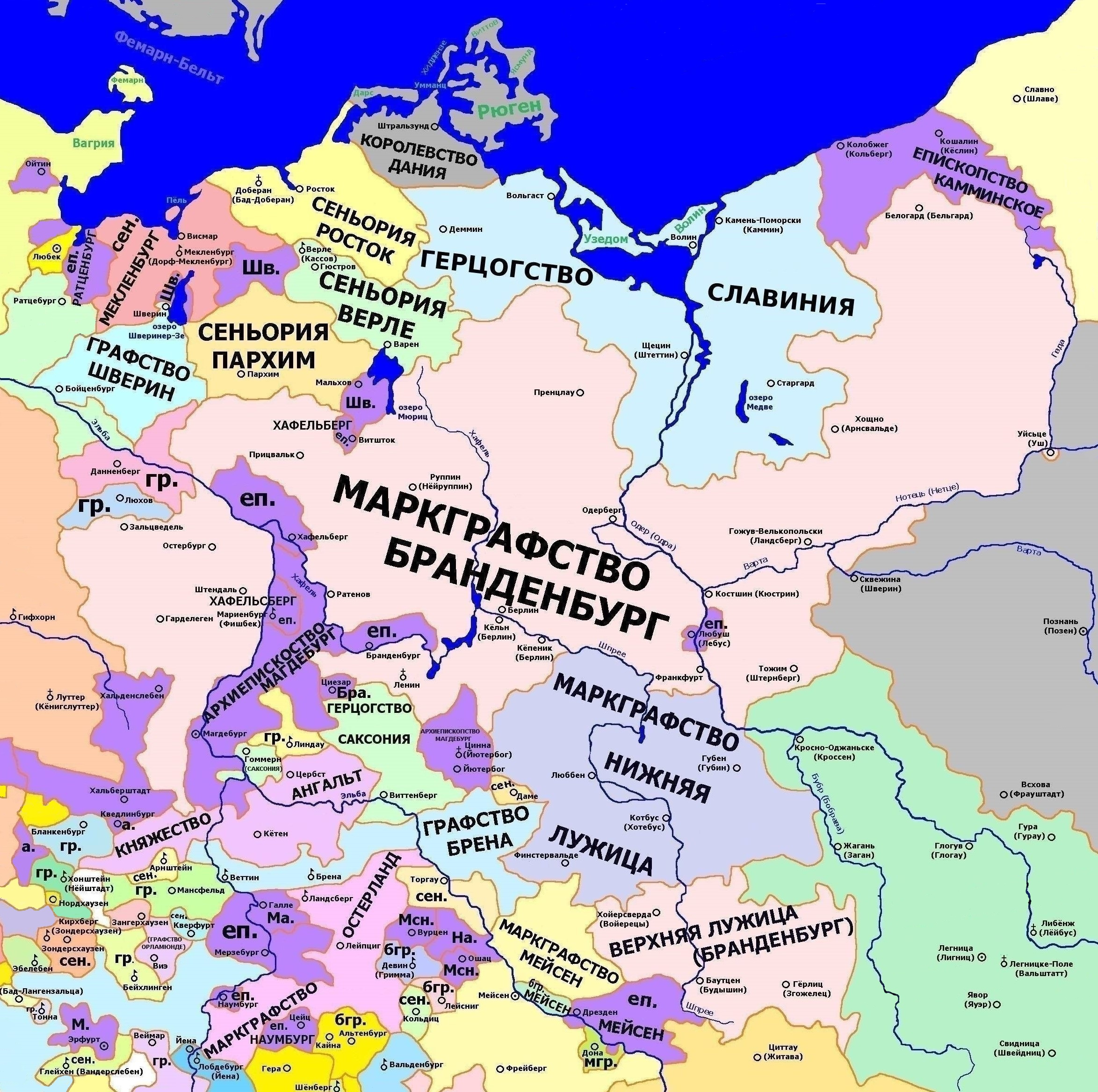
Верхняя Лужица в 1250 году

Ве́рхняя Лу́жица (в.-луж. Hornja Łužica), также Оберлаузиц (нем. Oberlausitz) — историко-географическая область, расположенная на территории современных германской земли Саксония и юго-западной Польши (Нижнесилезское воеводство), часть Лужицы. Историко-культурный центр — город Баутцен.
В Верхней Лужице наряду с немцами живёт малая западнославянская народность — лужичане (20 тыс. человек). Говорят лужичане на верхнелужицком языке, все владеют немецким.
Территория Верхней Лужицы в первом тысячелетии была населена мильчанами. В X веке Лужица была завоёвана германскими феодалами. В XI—XIV веках Верхняя Лужица принадлежала маркграфам Мейсенским, Польше, Чехии и Бранденбургу. В 1367 году Верхняя Лужица вошла в состав Королевства Богемия (с 1526 года в составе Габсбургской монархии), а в 1635 году стала владением курфюршества Саксонии. В 1815 году часть Верхней Лужицы с городом Гёрлиц стала частью прусской провинции Силезия.
С 1541 года в Верхней Лужице проходит конное пасхальное шествие Остеррайтен (Пасхальная кавалькада, Крижерьё).